# 硬皮葱
硬皮葱（学名：Allium ledebourianum）为葱科葱属的植物。分布于西伯利亚、远东地区、蒙古以及中国大陆的吉林、黑龙江、内蒙古等地，生长于海拔150米至1,800米的地区，多生长于河谷、沟边、山坡、湿润草地以及砂地上，目前已由人工引种栽培。

## 异名
- Allium ledebourianum Roem. et Schult. var. maximowiczii (Regel) Q. S. Sun